# 귄터 기욤
귄터 기욤(독일어: Günter Guillaume, 1927년 2월 1일 ~ 1995년 4월 10일)은 서독 총리였던 빌리 브란트의 비서였으나, 동독의 스파이라는 사실이 밝혀졌으며(1974년 4월 24일), 이 일로 브란트 총리가 정치적 책임을 지고 사임하게 된다(1974년 5월 7일). 기욤이 동독에 넘긴 정보가 안보에 결정적인 정보가 아니었다는 점에서 이 사건이 브란트 사임의 유일한 이유는 아니었다. 귄터 기욤의 부인 크리스텔 붐(크리스텔 기욤)도 스파이임이 밝혀졌다.

## 간첩 활동
기욤은 1956년 동독 국가보안부 소속 중앙정보국(Hauptverwaltung Aufklärung,HVA)의 지령을 받고, "특수임무 장교"로 서독에 입국한다. 당시 슈타지 요원이던 기욤은 동독을 탈출한 망명자라고 속였다. 서독에 정착한 후 사민당 활동을 시작한다. 프랑크푸르트 사민당의 보수적 당내분파에서 주로 경력을 쌓는다. 그 후 기욤은 연방총리실 직원이 된다(1970년). 1972년 10월에는 총리의 당무비서가 된다. 기욤의 업무는 다른 직원과 함께 사민당 당대표를 겸직하고 있던 브란트 총리의 당내일정을 조직하고, 당기관과 당원과의 문서유통을 담당하는 것이었다. 기욤은 이 업무를 통해 브란트의 최측근 그룹이 되었고, 개인적으로 총리와 함께 휴가를 떠날 정도로 가까워 졌다.

## 발각

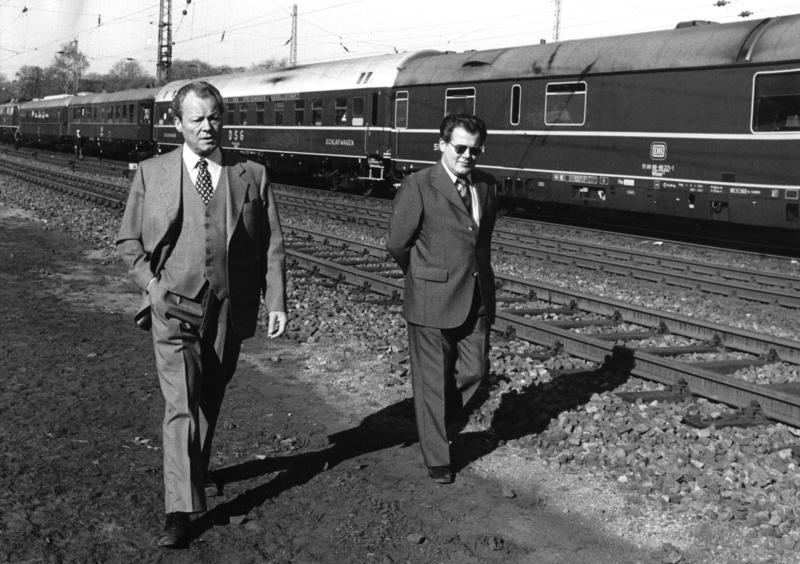
기욤과 빌리 브란트-1974년 선거운동 중 니더작센에서

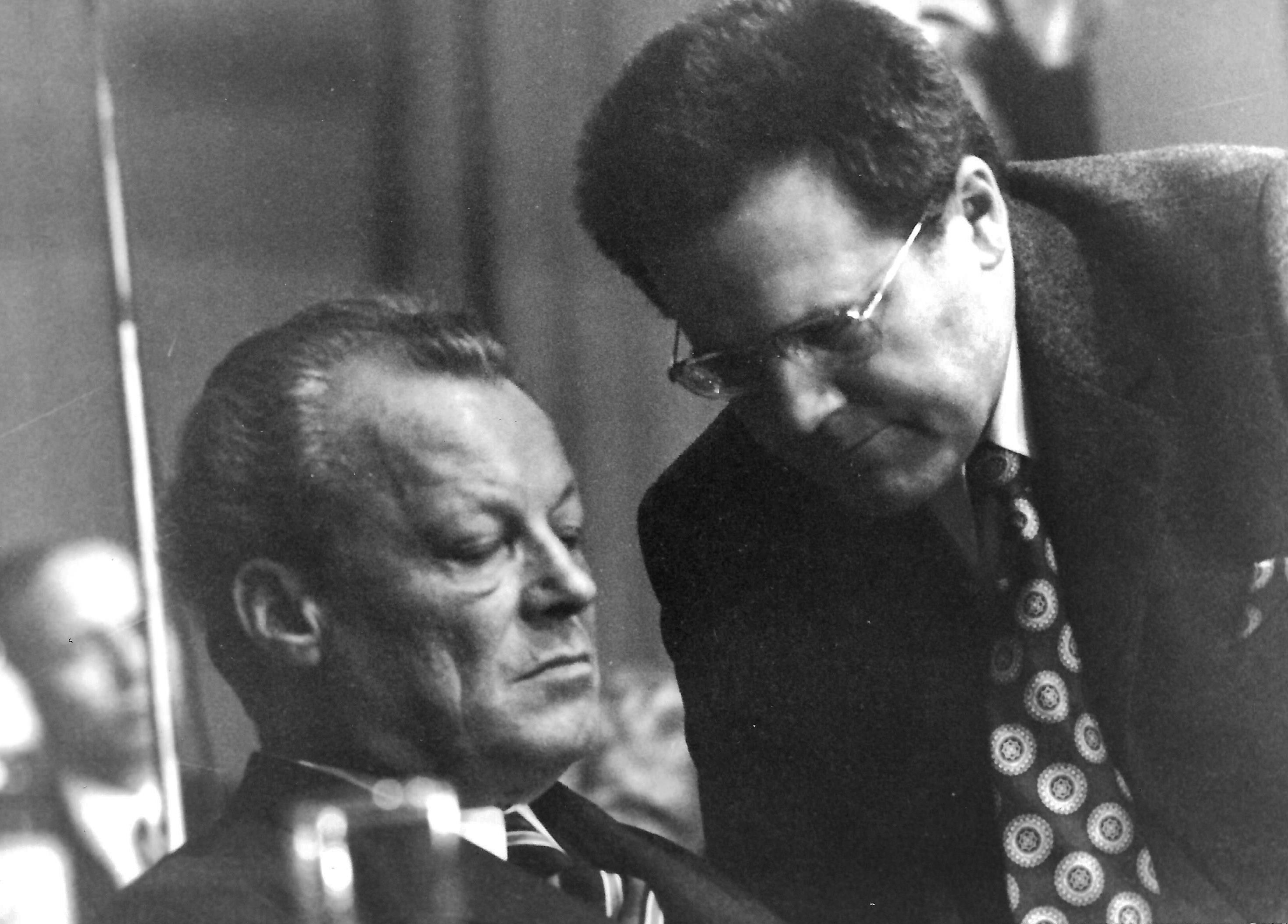
Guillaume with Willy Brandt, 1972-1974

발각의 단초가 된 것은 1950년대 동독 중앙정보국이 기욤부부에게 보낸 축하 메시지였다. 중앙정보국은 단파라디오를 통해 1956년 2월 1일 "게오르크"에게 생일 축하인사를 보냈고, 1956년 10월 6일 "Chr.(크리스텔)"에게 생일축하인사를 보냈다. 그리고 1957년 4월 중순에는 "두 번째 남자를 축하한다"(여기서 두 번째 남자는 아들 피에르를 가리킨다.)라는 내용을 송신한다. 독일 연방정보부는 이 단파방송의 암호를 해독하고, 저장해둔다. 이 단편적인 단파방송이 기욤의 정체를 확인하고, 중앙정보국 활동을 밝히는데 결정적 역할을 한다. 1973년 2월 연방헌법보호청이 3건의 간첩사건을 다루면서, 담당관 하인리히 쉬뢰게는 자료검토를 통해 기욤부부를 간첩으로 지목할 수 있게 된다. 쉬뢰게는 이 부부에 대한 면밀한 감시가 필요하다고 보고한다.
1973년 5월 29일 헌법보호청 청장인 귄터 놀라우는 당시 내무부 장관이던 겐셔에게 기욤이 간첩 용의자라고 최초 보고를 한다. 겐서는 이를 총리에게 알린다. 놀라우는 기욤 감시와 정보 누출 범위의 파악, 추가적 정보수집을 위해 기욤을 해고하지 말고 하던 일을 계속하게 하도록 요청한다. 브란트 총리는 이를 허가하고, 관련 사실을 사무실 책임자 라인하르트 빌케와 총리실 최고 책임자 호르스트 그라베르트에게 알린다. 하지만 최측근 보좌역인 에곤 바나 그라베르크의 전임자로 기욤을 추천한 호르스트 엠케에는 비밀로 한다. 오랜 조사기간으로 인해 기욤은 상대적으로 오랫동안 브란트 가까이 머물렀으며, 1973년 7월 총리의 노르웨이 휴가에 동행하게 된다.
1974년 3월 1일 놀라우와 겐셔는 총리를 방문해 기욤에 대한 수사결과를 보고한다. 놀라우는 2-3주내에 기욤을 체포할 것이라고 보고한다. 놀라우는 법원에서 인정받을 수 있는 증거들이 준비되지는 않았지만, 수집한 정보를 연방검찰에 넘겨 사법처리 절차를 시작할지 여부를 판단하도록 하자고 제안한다. 브란트는 이 사건의 폭발력을 과소평가했다. 그래서 그냥 지나갈 것이라 생각하고 크게 신경을 쓰지 않았다.
1974년 4월 24일 기욤과 그의 부인이 간첩혐의로 체포된다. 체포시 기욤은 "난 동독 국가인민군 장교이며, 국가안보부 요원이다. 나의 장교로서의 명예를 존중해 달라"라는 말했다. 하지만 브란트와 면담이 거절된 이후 나머지 사법절차 과정에서 묵비권을 행사한다. 1975년 중대 외환죄(반란죄)로 기욤은 13년, 그의 부인은 8년을 선고받는다. 하지만 1981년 동서독간의 첩보원교환에 따라 동독으로 보내지면서 형기를 다 채우지는 않았다.

## 브란트 사임
1974년 5월 1일 브란트는 내무부장관 겐셔의 개인 비서인 클라우스 킹켈로부터 연방범죄청 청장 호르스트 헤롤드의 보고서를 받는다. 이 보고서에는 기욤 조사과정에서 수집된 브란트의 사생활에 관한 내용이 정리되어 있었다. 브란트의 음주와 섹스스캔들도 들어 있었다. 기욤이 브란트에게 여성들을 공급한 사람일 수 있었다. 브란트 측근들은 자세한 사실들이 언론에 알려지면, 정쟁거리로 이용할 수 있다는 점을 걱정을 한다. 반면 헤롤드와 놀라우는 동독이 이를 서독정부에 대한 협박거리로 사용할 가능성을 걱정한다. 그래서 놀라우는 브란트의 라이벌이자 사민당 연방하원 교섭단체 대표였던 헤르베르트 베너에게 브란트가 사임하도록 움직여달라고 요청한다.
1974년 5월 4일 밤 바트 뮌스터아이펠에서 브란트와 베너가 1시간여의 면담을 한다. 아마도 베너가 사임을 하도록 조언하지 않았고, 브란트 스스로 사임을 결정했다. 베너를 포함한 사민당 핵심지도부는 우울증과 병, 음주문제로 약해진 브란트가 미디어 캠페인을 뚫고 나가기에서는 힘이 부족하다는 결론에 도달했을 것이다. 그리고 다음 선거에서 새롭고, 상처가 없는 총리가 사민당의 얼굴 역할을 해야한다는 결론에 도달했을 것이다. 베너는 후에 브란트에서 일을 계속하기로 결정한다면 모든 것을 없애버리겠다고 약속했다고 주장했다. 반면 브란트는 후에 베너와 헬무트 슈미트가 지지를 거부했다고 서술했다. 사임으로 이끈 마지막 결정타는 다음날 아침에 브란트의 부인이 누군가는 책임을 져야 하지 않겠느냐는 말이었다.
1974년 5월 5일 아침, 브란트는 사임의사를 바트 뮌스터아이펠에 있던 사민당 지도부에 알렸다. 그리고 손글씨로 1974년 5월 6일자로 된 사임서를 작성해서, 23시 35분에 함부르크에 머물고 있던 연방대통령 구스타프 하이네만에게 보내도록 총리실장에게 넘긴다. 이를 통해 브란트는 기욤을 즉각 체포하지 않은 과실에 대해 책임을 시인했다. 1974년 5월 7일 0시에 북독일방송(NDR)알려졌고, 다음날 뉴스를 통해 알려졌다.
헬무트 슈미트는 후에 (라인홀트 벡만과의 인터뷰에서) 브란트의 우울증이 사임의 주된 이유였다고 발언한다. 슈미트는 브란트에게 총리가 되는 것이 두렵다고 이야기했더니, 브란트가 이번 사건이 사임의 이유가 아니다라고 했다고 전했다.

## 정치적 영향
기욤사건은 동서독 기본조약에 서명한 지 얼마 지나지 않아서 발생했고, 재동독 서독상주대표부를 개설한지 5일만에 브란트가 사임했다. 동독정부가 긴장완화 정책과정에서 기욤의 활동이 이미 중단됐었다는 공식적 입장을 발표하는데 이는 충분히 의심스럽다. 동독이 이런 발표를 한 것은 브란트 사임이 동방정책을 지지하던 동독의 이해에 부합하지 않는 것이었다는 것을 의미한다. 동독 중앙정보국 국장을 지낸 마르쿠스 볼프에 설명에 의하면, 브란트의 사임의 예상 밖의 사건이었고, 슈타지 내에서도 혼란스러웠다고 한다.
브란트 사임 이후 동서독 정부간에는 피해를 최소화하기 위해 집중적인 비공식 접촉이 있었다. 서독정부는 동독정부에게 "상대지역에서 정보활동을 하지 않으면" 정상화정책이 진전될 것이라는 신호를 보내는 한편, 그렇게 하지 않을 경우 양국관계에 큰 부담이 될 것이라는 경고를 보냈다.
베너는 슈미트에서 "자네가 지금 해야겠네"라는 말로 총리를 맡을 것을 요구했다. 슈미트는 총리를 맡으라는 요구에 놀랐으나 의무감에 주저하면서도 수용한다. 그 후 슈미트는 1974년 5월 16일 사민당 후보로 입후보해 총리로 선출된다. 브란트는 1987년까지 사민당 당대표를 역임한다. 브란트는 1994년 유고로 베너와의 담판에 대한 내용을 담고 있는 "기욤 사건 기록"을 발간한다.

## 같이 보기
- 크리스텔 붐(en:Christel Boom, 크리스텔 기욤)